# Laurier-Station
Laurier-Station är en bykommun (municipalité de village) och tätort (centre de population) i den kanadensiska provinsen Québec. Den ligger i regionen Chaudière-Appalaches i provinsens sydligaste del, sydväst om staden Québec. Den grundades 1 januari 1951 och namngavs efter traktens järnvägsstation, som i sin tur fick sitt namn från den kanadensiska politikern sir Wilfrid Laurier, som var Kanadas premiärminister mellan 1896 och 1911.
Kommunen breder sig ut över tolv kvadratkilometer (km2) stor yta och hade en folkmängd på 2 570 personer vid den nationella folkräkningen 2021, tätorten 1 856.